# Et barn
|  | Denne artikel er oprettet af botten Steenthbot ud fra en ekstern database. Den kan derfor have sproglige fejl eller mangler. Denne skabelon kan fjernes efter kontrol af indholdet. |

Et barn er en dansk kortfilm fra 2009 instrueret af Pernille Rübner-Petersen.

## Handling
Charlotte og Tjili er lykkelige sammen indtil Tjili meddeler, at hun vil have et barn. Det får dem til at gå fra hinanden. Charlotte fortryder. En film om ønsket om at få børn, når man ikke lever efter normen for forældre og ej heller automatisk kan blive det. Om brugen af ukendt donorsæd og hvilke faktorer, der taler for og imod – og om at blive voksen ud fra de vilkår, man nu en gang har.